# George Daniels (cầu thủ bóng đá)
George Daniels (1912 – 1984) là một cầu thủ bóng đá người Anh thi đấu ở the Football League cho Crystal Palace, Hartlepools United, Torquay United và Stoke City.

## Sự nghiệp
Daniels sinh ra ở Winsford và khởi đầu sự nghiệp với Leeds United nhưng không được thi đấu và đầu quân cho Altrincham. Ông trở lại bóng đá chuyên nghiệp với Stoke City năm 1934 và chơi 2 trận trong mùa giải 1933–34. Ông rời đi để thi đấu bóng đá bình thường ở Torquay United và trải qua 2 mùa giải ở Plainmoor với 49 lần ra sân. Sau đó ông đầu quân cho Crystal Palace, Hartlepools United và Carlisle United.
Sau khi kết thúc sự nghiệp, ông huấn luyện ở nhiều đội bóng, bao gồm Macclesfield Town, Stockport County, Leek United và Stafford Rangers.

## Thống kê sự nghiệp
Nguồn:
| Câu lạc bộ     | Mùa giải       | Giải                 | Giải | Giải | Cúp FA | Cúp FA | Khác | Khác | Tổng | Tổng |
| Câu lạc bộ     | Mùa giải       | Hạng đấu             | Trận | Bàn  | Trận   | Bàn    | Trận | Bàn  | Trận | Bàn  |
| -------------- | -------------- | -------------------- | ---- | ---- | ------ | ------ | ---- | ---- | ---- | ---- |
| Stoke City     | 1933–34        | First Division       | 2    | 0    | 0      | 0      | 0    | 0    | 2    | 0    |
| Torquay United | 1935–36        | Third Division South | 21   | 1    | 1      | 1      | 1    | 0    | 23   | 2    |
| Torquay United | 1936–37        | Third Division South | 28   | 2    | 1      | 0      | 3    | 0    | 32   | 2    |
| Crystal Palace | 1937–38        | Third Division South | 1    | 0    | 0      | 0      | 0    | 0    | 1    | 0    |
| Crystal Palace | 1938–39        | Third Division South | 6    | 0    | 0      | 0      | 0    | 0    | 6    | 0    |
| Tổng sự nghiệp | Tổng sự nghiệp | Tổng sự nghiệp       | 58   | 3    | 2      | 1      | 4    | 0    | 64   | 4    |